# Mamlukdynastin i Delhi
Den första dynasti som styrde delhisultanatet var mamlukerna, vilka först var slavar i den förste sultanens, Qutb Al-Din Aibegs, tjänst. Sultanen hade själv inga söner, och uttalade därför som sin vilja att hans trogna slavar skulle efterträda honom på sultantronen.
| År        | Sultan                    |
| --------- | ------------------------- |
| 1206–1210 | Qutb Al-Din Aibeg         |
| 1210–1211 | Aram Shah                 |
| 1211–1236 | Shams us din Iltutmish    |
| 1236      | Rukn Al-Din               |
| 1236–1240 | Radiyya Begum             |
| 1240–1242 | Mu'izz Al-Din Bahram Shah |
| 1242–1246 | Aladdin Masud Shah        |
| 1246–1266 | Nasr Al-Din               |
| 1266–1287 | Sultan Baban              |
| 1287–1290 | Muizz Al-Din              |